# Монарда двойчатая
Монарда двойчатая (лат. Monarda didyma) — травянистый многолетник из семейства Яснотковые, распространённый на востоке Северной Америки, а также натурализовавшийся на северо-западе США, а также в некоторых частях Европы и Азии. Родовое название связано с именем Николаса Монардеса — автора первого исследования американской флоры 1569 года.

## Ботаническое описание
Монарда двойчатая — многолетнее травянистое растение, высотой 0,7 — 1,5 м. Корневище длинное, горизонтальное.
Стебли у монарды двойчатой облиственные, прямостоячие, четырёхгранные, с тонкими волосками.
Листья светло-зелёного цвета с красноватыми жилками, супротивные, длиной 6—15 см, шириной 3—8 см, овальные, крупно-зубчатые, на конце заострённые, снизу негусто опушённые, сверху голые или почти голые.
Цветки 3—4 см длиной, лилового или фиолетового цвета, собраны примерно по 30 в густое конечное, головчатое соцветие. Прицветники крупные, листовидные, часто бывают одной окраски с цветками.
Плод у монарды двойчатой сухой, растрескивающийся на 4 орешка.
Всхожесть семян растения сохраняется 3 года.

## Культивирование и использование
Широко культивируется как декоративное растение как внутри, так и вне основного ареала. Используется в одиночных посадках или в составе миксбордеров.
Предпочитает солнечные места, но выносит и легкую тень, и влажные, но хорошо дренированные почвы. Не растет на тяжёлых, сырых, кислых почвах. Выведены сорта с цветами разной окраски: белыми, розовыми, тёмно-красными, пурпурными. Время цветения: июль — начало сентября.
Трава монарды имеет бергамотный запах и используется как суррогат чая, что отражено в английском названии этого растения — oswego tea. Напиток из листьев монарды использовали индейцы освего.
Монарда также использовалась индейцами как лекарственное средство. Индейцы из племени черноногих использовали её в качестве антисептика при небольших ранах. Чай использовали при заболеваниях горла и полости рта. Монарда содержит тимол — действующее вещество в современных ополаскивателях для рта, а также карвакрол и другие терпеноиды. Индейцы виннебаго использовали её как общеукрепляющее средство. Известно использование монарды в качестве ветрогонного.